# ヘキサギア
ヘキサギア（HEXA GEAR）は、コトブキヤが制作・販売しているブロックトイタイプのプラモデルシリーズである。
スケールサイズは1/24（同じコトブキヤのフレームアームズは1/100）。スケールサイズに合わせた「ガバナー」（概要を参照）を搭乗させることができ、ガバナーもヘキサギアと同様に改造することができる。

## 概要
2016年秋に開催された全日本模型ホビーショーで試作版が公開され、2017年冬にワンダーフェスティバルで一部の着色版や他の製品が展示。同年3月にプロモーションムービーが公開され、8月30日に発売となった。
設定やデザイナーは、アーマード・コアシリーズの一部タイトルに携わっていた可児裕行やMORUGAなどが参加している。世界観設定等は製品付属の説明書やブログで掲載されていたが、2017年10月25日の公式サイトリニューアルと同時に、機体説明や小説と言う形でも物語が掲載され始めた。また、作品投稿コーナーが設置されており、特に制限はない「フリービルド」のほか、ユーザー参加型企画「ミッション」が2018年5月14日に実装され、ある機体を討伐するための作戦に各陣営別で参加、と言った募集テーマに沿って投稿された作品により、それに応じたストーリーが書き下ろされる。

## プラモデルの概要と構成
プラモデル形式でパーツを組み立てるが、ヘキサギアはコンセプトとして「スクラップ＆ビルド」を挙げており、組み上げた一つのパーツを汎用的な何らかの部品というブロック単位でとらえ、それらのブロックパーツを組み合わせて遊ぶブロックトイの要素を兼ねている。例としては、どちらもトライク形態に組み換え可能なブロックを持つレイブレード・インパルス（獅子型）とボルトレックス（小型恐竜型）では、同じ共用ブロック（胴体部とタイヤ）を使用しているが、フレームにする際の組み方によってそれぞれ印象の異なる胴体(水平、斜め)と後ろ脚(タイヤを使用)になる。このように、組み合わせ方によってパッケージ単品でも様々な形にすることができ、各パッケージ製品のブロック同士を組み合わせて遊ぶことができる。
公式での説明では細々としたブロック同士のパーツを組み合わせた「フレーム」（細長い腕やバイクのフロント、コックピット、銃身など、特徴やなんらかの用途が見えてくる）、各フレーム同士を組み合わせて構築した「素体」（例としては組み換えで人型になる外装のないバイク。フレームのみであるため、いわゆるネイキッドモデル）、素体に外装や武器を取りつけた「機体」（取り付けた外装や装備品によって印象や目的が変化する）という段階をベースとする。
これらブロックを組み合わせる（同時に組み上げの際の強度を上げる目的を兼ねる）ために、ヘキサギア以前に発売されたギガンティックアームズ（ヘキサギアと同様に別のモデルを搭乗させて遊ぶことが可能）で導入された「六角型ジョイント」で接続する形をとっており、これを「ヘキサグラム」と呼ぶ。ヘキサグラムを他種の軸穴に変換するジョイントパーツが用意されている他、コトブキヤのプラモデルなどでも導入されている3mm軸穴や5mm軸穴も部分的に設置されている。ヘキサグラムの取り外しを簡易化するツール（パーツリムーバー）も発売されている。
シリーズとしては、ヘキサギアの他に、ヘキサギアに設置されている操縦席に載せることが可能な兵士兼エンジニア「ガバナー」も複数種制作されている（設計者という設定はいわゆるモデラー本人という役割もある）。サイズは、ヘキサギアがフレームアームズなどのサイズと同等で設計されているため、これに合わせる形で全長72mmとかなり小さく設計されている（比較すればFAガールやメガミデバイスの下半身ほど、メガハウスのデスクトップアーミーと同等）。これらはヘキサグラムの他3mm軸穴が設定されており、ヘキサギアのブロックやM.S.G.や他製品の武装を取りつけたり、可動域の広い人型のアクションプラモデルとしても遊ぶことが可能。また、上述のコックピットはフレームアームズ・ガール等の人型プラモデルを乗せることも可能となっている。

## 世界観・設定
エネルギー問題に困窮する人類は、宇宙への資源開拓のため「メガスフィア」と呼ばれるステーション施設を建設するも、計画は凍結しメガスフィアは宇宙域に投棄。問題未解決のまま迎えた人類衰退期の中、永久機関とも呼べる存在「ヘキサグラム」が誕生。すでに枯渇した燃料資源に代わって台頭する。
使用によって生じる汚染を受けつつも、無尽蔵に得られた恩恵により産業革命が発生し、結果的に国家という枠組みと入れ替わる形で世界は複合企業体のもとで統治されることとなった。
しかし、世界衰退から企業体統治に至るまでの人口減少は抑えられず、文明再建のためヘキサグラムを使用した工業規格を創る。その名は「ヘキサギア」。
モジュール化を前提に設計された多様性・汎用性により主要機械の中心となるが、それは武力への転換も可能な代物でもあり、衰退期の中でも細々と発生していた紛争を激化させるに至り、地上汚染が加速した。
人類再建のもう一つの要として作られた人工知能「SANAT」は、地上の荒廃とともに徐々に人類とは異なった方針へと変貌し、プロジェクト:リジェネシスという人類情報変換計画を啓蒙。これに人類側が対立し、ヘキサギアの人工知能「KARMA」のある一個体が、ヘキサギア創作者が仕込んだ命により人類側へと就く。そうした経緯により、戦いの構図はSANAT支配下にある軍事企業体「ヴァリアントフォース」に対し、生き残りのため結束した企業連合体「リバティー・アライアンス」の二大勢力の争いとなる。
産業発展とは対照的に閉塞的な環境で生き、戦いで変容する人類社会で唯一の足がかり、ヘキサギアを作った科学者の言葉の真意を探っていく。
「創造も破壊も、全てお前が決めろ」。創作者は、そう言葉を遺している。

### 用語
ヘキサグラム
ヘキサギア世界の文明を支える再生型エネルギー資源。自律稼働するナノサイズの自律動力機関で構成された「エレメント」を、最も充填率の高い六角柱状のコンテナへ封入した物。
放出したエネルギーを時間経過で再生させるという特性を有し、複数を交代式に用いる事で半永久的なエネルギー供給を可能とする一方、エレメントの精製過程で発生する汚染物質が甚大かつ永続的な環境被害を齎すという問題を抱えている。
また、エレメントには装着された機器を解析し最適な機能や形状へ自己最適化を行う機能があり、様々な用途へ対応する事ができる。
ヘキサギア
ヘキサギア世界において広く用いられる共通工業規格。狭義ではヘキサギア規格を用いた機動兵器の総称。
ヘキサグラムの機能を利用した高い汎用性と構造変更の容易さから旧来の工業規格を代替する形で広がり、現在では文明の根幹を成している。
SANAT
超高層構造物「ジェネレーターシャフト」を管理する高性能人工知能。
「地球の安定と調和」「人類絶滅の回避」を至上命題とし、ヘキサグラム製造で生じた環境汚染による人類絶滅を回避する手段として、人類を情報生命体へと変換する「プロジェクト リ・ジェネシス」の実行を宣言。その足掛かりとして、電子的攻撃によりMSGを始めとする主要軍事企業を制圧した。思想としてはあくまで上記にのっとっているため、環境汚染が多大に生じる兵器の運用はなるべく最小へ避ける方向性をとる。
KARMA
MSG
リバティー・アライアンス
ヴァリアントフォース
アースクライン
ヘテロドックス

## ガバナー一覧
基本的に生身主体のリバティー・アライアンスと、情報体の人格を機械の肉体にダウンロードさせたヴァリアントフォースの設定を持つ。
ただし、どちらも潜入任務のために、リバティー・アライアンス側が相手側のアーマーを纏ったり、ヴァリアントフォース側は生身の外皮を持つ素体にダウンロードし潜入、もしくは情報体転換を優先せずあえてパラポーンではなくアーマーの生身のまま戦う、生身の設定を前提としてサイボーグ化やバイオ技術による強化を施すといった、モデラーがどちらの陣営でも生身や機械の設定で遊べるように設計されている。
ガバナーもヘキサギア同様に世代別の設定が存在し、従来の軍事装備で対応した初期世代のものから、環境汚染やヘキサギアへのリンクに対応した装甲型の近世代まで存在する。
ガバナー アーマータイプ：ポーンA1
ガバナー アーマータイプ：ポーンA1 Ver.1.5
ガバナー アーマータイプ：ポーンA1 Ver.2.0
ガバナー アーマータイプ：ポーンA1 Ver.2.0 E2 “オブスキュラ”
ガバナー アーマータイプ：ポーンX1
ガバナー アーマータイプ︰ポーンX1 ナイトストーカーズ仕様
ガバナー アーマータイプ：ナイト【ビアンコ】
ガバナー アーマータイプ：ナイト【ネロ】
ガバナー ライトアーマータイプ：ローズ
ガバナー ライトアーマータイプ：ローズ Ver.1.5
ガバナー ヘヴィアーマータイプ︰ルーク
ガバナー ヘヴィアーマータイプ︰ルーク【レフティー】
ガバナー エクスアーマータイプ：白麟角
ガバナー エクスアーマータイプ：ケツァール
ガバナー エクスアーマータイプ：ビショップ
ガバナー エクスアーマータイプ：ビショップ【ノワール】
ガバナー パラポーン・センチネル
ガバナー パラポーン・センチネル Ver.2.0
ガバナー パラポーン・イグナイト
ガバナー パラポーン・エクスパンダー
ガバナー パラポーン・ジャッジヘッド
ガバナー パラポーン・LAT ミラー
ガバナー パラポーン・LAT ミラー Ver.1.5
ガバナー パラポーン・LAT ブラックラビット
ガバナー LAT ソリッド【プライム】
ガバナー LAT ソリッド【クレイドル】
ガバナー ウォーメイジ・ヘッツァー
ガバナー ウォーメイジ・ツェルベルス
ガバナー ゾアントロプス・レーヴェ
ガバナー パンプアップ・エクスパンダー
ガバナー イグナイト・スパルタン
ガバナー クイーンズガード
ガバナー エンジニア
ガバナー アースクライン・バイオニクス オペレーター
ガバナー 白の女王：ヴァージニア・アースクライン
アーリーガバナーVol.1
アーリーガバナーVol.1 密林戦仕様
アーリーガバナーVol.2
アーリーガバナーVol.3
アーリーガバナーVol.4
アーリーガバナーVol.5
アーリーガバナーVol.6

## ヘキサギア一覧
ブースターパック003〈フォレストVer.〉
ブースターパック003〈デザートVer.〉
ブースターパック003 ナイトストーカーズ仕様
ブースターパック004〈マルチポッド〉
ブースターパック005 デザートイエローVer.
ブースターパック005 ダークグリーンVer.
ブースターパック006〈フォークリフトタイプ ダークブルーVer.〉
ブースターパック006〈フォークリフトタイプ オレンジVer.〉
レイブレード・インパルス
レイブレード・インパルス【Reloaded】
ロード・インパルス
ロード・インパルス 密林迷彩仕様
ゼニス・リヴェール
ボルトレックス
ボルトレックス LA仕様
ボルトレックス・ラース
ブロックバスター
ブロックバスター VF仕様
モーター・パニッシャー
モーター・パニッシャー LA仕様
ブロッケード・アイビー
ゲルトルード
ゲルトルード ダークグリーン仕様
ハイドストーム
デモリッション・ブルート
スケアクロウ
スケアクロウ フォレストカラーVer.
バルクアームα（アルパ）
バルクアームα 密林戦仕様
バルクアームα “ルクスエイプ”
バルクアームβ ランバージャック
バルクアームβ 標準仕様
バルクアームλ ジャッカル
バルクアームλ ウルフザルグ
バルクアーム・グランツ
バルクアーム・グランツ レッドアラート
BA ラウドゲイル
ブイトール
ブイトール ナイトストーカーズ仕様
ブイトール 空挺強襲パッケージ “サンダートラック”
武威登龍 “凱風快晴”
ヴェローチェ
ヴェローチェ改【レヴァンテ】
アビスクローラー
アビスクローラー ナイトストーカーズ仕様
バンディットホイール
ハイトレーガー
スティールレイン
ウインドフォール
ウインドフォール ナイトストーカーズ仕様
アグニレイジ
ウィアード・テイルズ
ウィアード・テイルズ ナイトストーカーズ仕様
ジーク・スプリンガー
ジーク・スプリンガー クイーンズガード仕様
エルオーズィー【ロードオブゾアテックス】
飛行ユニット ウッドペッカー
ディフィニッションアーマー ブレイズボア

## オルタナティブ一覧
クロスレイダー〈フォレストVer.〉
クロスレイダー〈デザートVer.〉
クロスレイダー ナイトストーカーズ仕様
スニークサイト
トラックダウン
メッサーフロート
ハードシェル
クラウドシェイプ
クリープヴェノム
オーブ MSG Ver.
オーブ アースクライン・バイオニクス Ver.
ヒューマノイド・ジェスター

## デザイナー
- MORUGA

## コラボ・余談
ガバナーの設計を参考に、72mmサイズの「ハンドスケールガール」の素体を、商品化検討のために試作。2017年秋に開催されたイベントで公開し、アンケートを取っている。2018年秋のイベントでは制服姿の試作品やフレームアームズ・ガールの轟雷などを対象にしたサンプルモデルが公開。後に「ハンドスケール」シリーズの第一弾としてハンドスケール･ガール轟雷が発売された。また、ヘキサギア・ウッドペッカーに新規関節パーツを組み合わせてフレームアームズの迅雷を再現した「迅雷アーマー」が商品化。同じハンドスケールモデルの商品をアーマー内部に組み込むことが可能。
ガバナーが小柄なサイズであるため、ミニチュアゲームも企画されている。
スクウェア・エニックスが配信するゲシュタルト・オーディンではコラボで登場することが発表された。
アリス・ギア・アイギスでは、フレームアームズ・ガール（アニメ版）および創彩少女庭園との合同でコラボの際、ヘキサギアのキャラクターをイメージしたアクセサリーや武装としてのギアが登場した。